# Ursa-Major-Gruppe
Die Ursa-Major-Gruppe oder Bärengruppe ist der größte und hellste offene Sternhaufen am Nachthimmel. Sie besteht aus fast allen hellen Sternen des Sternbildes Großer Bär und enthält bis auf Dubhe (α UMa) und Alkaid (η UMa) alle Sterne des Großen Wagens sowie weitere Sterne in seiner Umgebung.
Die Ausdehnung der Gruppe beträgt etwa 20°, bei einer mittleren Entfernung von etwa 75 Lichtjahren also etwa 30 Lichtjahre. Ihr hellster Stern ist Alioth (ε UMa) mit einer Helligkeit von 1,77 mag, die Gesamthelligkeit des Haufens beträgt (je nach Definition) mindestens 0,4 mag.
Der auffällige Sternenzug des Haufens ist als Asterismus seit Jahrtausenden wohlbekannt. Wie andere Sternhaufen, die wegen ihrer Nähe einen großen scheinbaren Durchmesser besitzen (z. B. die Hyaden und der Coma-Berenices-Sternhaufen (Mel 111)), wurde er jedoch nicht in die Standardkataloge Messier, NGC oder IC aufgenommen. Erst Per Collinder nahm ihn 1931 in seinen Katalog offener Sternhaufen unter der Bezeichnung Collinder 285 auf.

## Bewegungshaufen „Bärenstrom“
Die Ursa-Major-Gruppe ist zudem ein sogenannter Bewegungshaufen, d. h., die Sterne besitzen eine ähnliche Eigenbewegung von etwa 14 km/s mit einem Vertex (Zielpunkt) beim Sternbild Schütze, relativ zur Sonne sind es zirka 29 km/s. Über diese parallele Bewegung wurden auch über 150 andere Sterne, die am Himmel weiter entfernt erscheinen, als Teil dieser Gruppe identifiziert; die hellsten von ihnen sind Sirius (α CMa) (Zugehörigkeit fraglich), Menkalinan (β Aur), Gemma (α CrB), Delta Aquarii (δ Aqr, Skat) und Beta Serpentis (β Ser). Zur Unterscheidung vom Sternbild des Bären nennt man die Gruppe all dieser physikalisch zusammengehörigen Sterne auch Ursa-Major-Strom oder Bärenstrom, und die Ursa-Major-Gruppe bildet das Zentrum dieses Stroms als sein dichtester Teil.
Unser Sonnensystem befindet sich im Randbereich des Ursa-Major-Stroms, was man daraus ersieht, dass Sirius und Skat dem Großen Wagen am Nachthimmel fast diametral (130–140°) gegenüberliegen; es bewegt sich aber in eine andere Richtung und ist daher nicht Teil des Stroms.
Das Sonnensystem ist etwa zehnmal älter als der Ursa-Major-Strom, der früher ein offener Sternhaufen war und erst vor etwa 50 Millionen Jahren in Richtung des Sonnensystems gedriftet ist.

## Gruppenmitglieder
Kernsterne (Großer Wagen und Umgebung):
| Name                     | scheinbare Helligkeit | Spektral- klasse | Eigenbewegung (mas/a) | Eigenbewegung (mas/a) | Entfernung (Lj) |
| Name                     | scheinbare Helligkeit | Spektral- klasse | Rektasz.              | Deklin.               | Entfernung (Lj) |
| ------------------------ | --------------------- | ---------------- | --------------------- | --------------------- | --------------- |
| 37 Ursae Maioris         | 5,15                  | F1 V             | 066,2                 | 36,4                  | 087,4           |
| Merak (β Ursae Maioris)  | 2,37                  | A1 IVps          | 081,4                 | 33,5                  | 079,7           |
| Phecda (γ Ursae Maioris) | 2,44                  | A0 Ve + K2 V     | 107,7                 | 11,0                  | 083,1           |
| Megrez (δ Ursae Maioris) | 3,32                  | A2 Vn            | 104,1                 | 07,3                  | 080,5           |
| HD 109011                | 8,10                  | K2 Ve            | 102,7                 | −25,2                 | 082,6           |
| HD 109647                | 8,54                  | K0               | 112,1                 | −19,2                 | 085,6           |
| HD 110463                | 8,27                  | K3 V             | 122,7                 | −05,1                 | 074,1           |
| Alioth (ε Ursae Maioris) | 1,77                  | A1 III-IVpkB9    | 111,9                 | −08,2                 | 082,5           |
| 78 Ursae Maioris         | 4,93                  | F2 V             | 107,9                 | 02,1                  | 083,0           |
| Gliese 503.2 (HD 115043) | 6,81                  | G1 Va            | 111,5                 | −18,8                 | 082,1           |
| Mizar (ζ Ursae Maioris)  | 2,06                  | A1 VSrSip        | 119,0                 | −26,0                 | 085,8           |
| Alkor (80 Ursae Maioris) | 4,01                  | A5 V + M3-4 V    | 120,2                 | −16,0                 | 081,7           |

Weitere Stromsterne (alphabetisch nach Sternbildern):
- Skat (δ Aquarii)
- Menkalinan (β Aurigae)
- ζ Bootis
- 18 Bootis
- Sirius (α Canis Maioris), aber wegen Sternalters unsicher
- χ Ceti
- ζ Crateris
- 29 Comae Berenices
- Gemma (α Coronae Borealis)
- 59 Draconis
- 21 Leonis Minoris
- γ Leporis
- 16 Lyrae
- γ Microscopii
- χ¹ Orionis
- 89 Pisces
- β Serpentis
- τ Serpentis
- ω Serpentis
- 6 Sextantis
- 66 Tauri
- ζ Trianguli Australe
- π¹ Ursae Maioris
- 41 Virginis